# ایو مارشال تادیسی
ایو مارشال تادیسی (به انگلیسی: Yves Martial Tadissi؛ متولد ۲۶ اوت ۱۹۹۱) کاراته‌کای مجارستانی است. وی در مسابقات کاراته قهرمانی جهان ۲۰۱۶ که در لینتس، اتریش برگزار شد، در کومیته ۶۷ کیلوگرم مردان مدال نقره را از آن خود کرد. وی همچنین چهار بار مدال برنز همین دسته را در مسابقات قهرمانی کاراته اروپا را کسب کرده‌است.
در بازی‌های جهانی ۲۰۱۷ در وروتسواف، لهستان او در مسابقات ۶۷ کیلوگرم مردان رقابت کرد. او در مرحله حذفی یک مسابقه را برد و دو مسابقه را باخت و به مرحله نیمه نهایی صعود نکرد.
در مسابقات کاراته قهرمانی جهان ۲۰۱۸ که در مادرید، اسپانیا برگزار شد، در وزن ۶۷ کیلوگرم مردان رقابت کرد.
در بازی‌های اروپایی ۲۰۱۹ که در مینسک، بلاروس برگزار شد، او یکی از مدال‌های برنز کومیته ۶۷ کیلوگرم مردان را به دست آورد.